# 双龙山街道
双龙山街道，是中华人民共和国贵州省安顺市镇宁布依族苗族自治县下辖的一个街道办事处。
2012年，贵州省人民政府批复同意撤销大山乡，设置大山镇。
2016年1月14日，贵州省人民政府批复同意镇宁自治县部分乡镇行政区划调整，撤销大山镇建制，设置双龙山街道。新设置的双龙山街道辖原大山镇行政区域，街道办事处驻大山哨村。

## 行政区划
双龙山街道下辖以下地区：
大山哨村、双山坝村、雷明村、雷召堡村、龙井铺村、连山铺村、岩坡哨村、颜旗堡村、豆角湾村、养马寨村、重阳坎村、新寨村、清河村、西窑村、张官村、新村、大寨村、西苗坝村、长脚村、箐口村、院府关村、鸡场寨村、打硐村、新发寨村、沙锅村、詹关堡村、东窑村、葫芦寨村、簸箩寨村、朱家村、石板村和龙潭窝村。